# RTEMS

로고

RTEMS(Real-Time Executive for Multiprocessor Systems, 구 Real-Time Executive for Missile Systems, 이후 이름: Real-Time Executive for Military System)는 임베디드 시스템용으로 설계된 실시간 운영체제(RTOS)이다. 자유-오픈 소스 소프트웨어이다.
개발은 1980년대 후반에 시작되었으며 초기 버전은 1993년 초에 FTP(파일 전송 프로토콜)를 통해 제공되었다. OAR 코퍼레이션은 현재 사용자 대표가 포함된 운영 위원회와 협력하여 RTEMS 프로젝트를 관리하고 있다.

## 디자인
RTEMS는 실시간 임베디드 시스템용으로 설계되었으며 POSIX 및 µITRON을 포함한 다양한 개방형 API 표준을 지원한다. 현재 클래식 RTEMS API로 알려진 API는 원래 RTEID(Real-Time Executive Interface Definition) 사양을 기반으로 했다. RTEMS에는 FreeBSD 인터넷 프로토콜 제품군(TCP/IP 스택)의 포트가 포함되어 있으며 NFS(네트워크 파일 시스템) 및 FAT(파일 할당 테이블)을 포함한 다양한 파일 시스템에 대한 지원이 포함되어 있다.
RTEMS는 광범위한 다중 처리 및 메모리 관리 서비스를 제공하며, 다른 많은 기능과 함께 시스템 데이터베이스까지 제공한다. 광범위한 문서가 제공된다.